# NGC 4290
NGC 4290 (другие обозначения — UGC 7402, MCG 10-18-29, ZWG 293.12, KCPG 329B, IRAS12183+5822, PGC 39859) — галактика в созвездии Большая Медведица.
Этот объект входит в число перечисленных в оригинальной редакции «Нового общего каталога».